# Thập niên 130
Thập niên 130 hay thập kỷ 130 chỉ đến những năm từ 130 đến 139.